# Grand Prix Formule 1 van Bahrein 2015
De Grand Prix Formule 1 van Bahrein 2015 werd gehouden op 19 april 2015 op het Bahrain International Circuit. Het was de vierde race van het kampioenschap.

## Wedstrijdverslag

### Achtergrond

#### DRS-systeem
Voor het DRS-systeem werd, net zoals in 2014, twee detectiepunten gebruikt. Het eerste meetpunt lag voor bocht 9, waarna de achtervleugel op het rechte stuk tussen bocht 10 en 11 open mocht. Het tweede meetpunt lag voor bocht 14 en het DRS-systeem mocht gebruikt op het rechte stuk op start-finish. Wanneer een coureur hier binnen een seconde achter een andere coureur reed, mocht hij zijn achtervleugel open zetten op het rechte stuk op start-finish en tussen de tweede en de derde bocht.

### Kwalificatie
Lewis Hamilton pakte voor Mercedes zijn vierde pole position van het seizoen. Sebastian Vettel eindigde als tweede voor de andere Mercedes van Nico Rosberg en teamgenoot Kimi Räikkönen. Het Williams-duo Valtteri Bottas en Felipe Massa vangt de race vanaf de plaatsen vijf en zes aan. Red Bull-coureur Daniel Ricciardo kwalificeerde zich als zevende voor de Force India van Nico Hülkenberg. Toro Rosso-coureur Carlos Sainz jr. en Romain Grosjean in zijn Lotus sloten de top 10 af.

### Race
Nadat Jenson Button in zijn McLaren niet van start kon gaan door een probleem met zijn Energy Recovery System, won Lewis Hamilton zijn derde race van het jaar. Kimi Räikkönen wist tweede te worden door de als derde geëindigde Nico Rosberg twee ronden voor het eind in te halen. Valtteri Bottas werd vierde, waarbij hij Sebastian Vettel, die een extra pitstop moest maken om zijn voorvleugel te vervangen, achter zich liet. Daniel Ricciardo eindigde als zesde, voor Romain Grosjean. Sergio Pérez eindigde voor Force India de race als achtste. Daniil Kvjat finishte als negende voor Felipe Massa op plaats tien. Massa startte vanuit de pitstraat omdat zijn wagen stilviel op de grid aan het begin van de formatieronde.

## Vrije trainingen
- Er wordt enkel de top 5 weergegeven.

| Vrije training 1 | Pos | No | Coureur          | Constructeur       | Tijd     |
| ---------------- | --- | -- | ---------------- | ------------------ | -------- |
| Vrije training 1 | 1   | 7  | Kimi Räikkönen   | Ferrari            | 1:37.827 |
| Vrije training 1 | 2   | 5  | Sebastian Vettel | Ferrari            | 1:38.029 |
| Vrije training 1 | 3   | 77 | Valtteri Bottas  | Williams-Mercedes  | 1:38.390 |
| Vrije training 1 | 4   | 55 | Carlos Sainz jr. | Toro Rosso-Renault | 1:38.447 |
| Vrije training 1 | 5   | 3  | Daniel Ricciardo | Red Bull-Renault   | 1:38.455 |
| Vrije training 2 | Pos | No | Coureur          | Constructeur       | Tijd     |
| Vrije training 2 | 1   | 6  | Nico Rosberg     | Mercedes           | 1:34.647 |
| Vrije training 2 | 2   | 44 | Lewis Hamilton   | Mercedes           | 1:34.762 |
| Vrije training 2 | 3   | 7  | Kimi Räikkönen   | Ferrari            | 1:35.174 |
| Vrije training 2 | 4   | 5  | Sebastian Vettel | Ferrari            | 1:35.277 |
| Vrije training 2 | 5   | 77 | Valtteri Bottas  | Williams-Mercedes  | 1:35.280 |
| Vrije training 3 | Pos | No | Coureur          | Constructeur       | Tijd     |
| Vrije training 3 | 1   | 44 | Lewis Hamilton   | Mercedes           | 1:34.599 |
| Vrije training 3 | 2   | 5  | Sebastian Vettel | Ferrari            | 1:34.668 |
| Vrije training 3 | 3   | 6  | Nico Rosberg     | Mercedes           | 1:34.968 |
| Vrije training 3 | 4   | 7  | Kimi Räikkönen   | Ferrari            | 1:35.141 |
| Vrije training 3 | 5   | 77 | Valtteri Bottas  | Williams-Mercedes  | 1:35.393 |

Testcoureurs:
 Jolyon Palmer (Lotus-Mercedes, P14)

## Kwalificatie
| Pos                 | No | Coureur          | Constructeur         | Q1        | Q2       | Q3       | Grid |
| ------------------- | -- | ---------------- | -------------------- | --------- | -------- | -------- | ---- |
| 1                   | 44 | Lewis Hamilton   | Mercedes             | 1:33.928  | 1:32.669 | 1:32.571 | 1    |
| 2                   | 5  | Sebastian Vettel | Ferrari              | 1:34.919  | 1:33.623 | 1:32.982 | 2    |
| 3                   | 6  | Nico Rosberg     | Mercedes             | 1:34.398  | 1:33.878 | 1:33.129 | 3    |
| 4                   | 7  | Kimi Räikkönen   | Ferrari              | 1:34.568  | 1:33.540 | 1:33.227 | 4    |
| 5                   | 77 | Valtteri Bottas  | Williams-Mercedes    | 1:34.161  | 1:33.897 | 1:33.381 | 5    |
| 6                   | 19 | Felipe Massa     | Williams-Mercedes    | 1:34.488  | 1:33.551 | 1:33.744 | 6    |
| 7                   | 3  | Daniel Ricciardo | Red Bull-Renault     | 1:34.691  | 1:34.403 | 1:33.832 | 7    |
| 8                   | 27 | Nico Hülkenberg  | Force India-Mercedes | 1:35.653  | 1:34.613 | 1:34.450 | 8    |
| 9                   | 55 | Carlos Sainz jr. | Toro Rosso-Renault   | 1:35.371  | 1:34.641 | 1:34.462 | 9    |
| 10                  | 8  | Romain Grosjean  | Lotus-Mercedes       | 1:35.007  | 1:34.123 | 1:34.484 | 10   |
| 11                  | 11 | Sergio Pérez     | Force India-Mercedes | 1:35.451  | 1:34.704 |          | 11   |
| 12                  | 12 | Felipe Nasr      | Sauber-Ferrari       | 1:35.310  | 1:34.737 |          | 12   |
| 13                  | 9  | Marcus Ericsson  | Sauber-Ferrari       | 1:35.438  | 1:35.034 |          | 13   |
| 14                  | 14 | Fernando Alonso  | McLaren-Honda        | 1:35.205  | 1:35.039 |          | 14   |
| 15                  | 33 | Max Verstappen   | Toro Rosso-Renault   | 1:35.611  | 1:35.103 |          | 15   |
| 16                  | 13 | Pastor Maldonado | Lotus-Renault        | 1:35.677  |          |          | 16   |
| 17                  | 26 | Daniil Kvjat     | Red Bull-Renault     | 1:35.800  |          |          | 17   |
| 18                  | 28 | Will Stevens     | Marussia-Ferrari     | 1:38.713  |          |          | 18   |
| 19                  | 98 | Roberto Merhi    | Marussia-Ferrari     | 1:39.722  |          |          | 19   |
| 107% tijd: 1:40.502 |    |                  |                      |           |          |          |      |
| 20                  | 22 | Jenson Button    | McLaren-Honda        | geen tijd |          |          | 20   |

## Race
| Pos | No | Coureur          | Constructeur         | Rondes | Tijd/Oorzaak uitval | Grid | Punten |
| --- | -- | ---------------- | -------------------- | ------ | ------------------- | ---- | ------ |
| 1   | 44 | Lewis Hamilton   | Mercedes             | 57     | 1:35:05.809         | 1    | 25     |
| 2   | 7  | Kimi Räikkönen   | Ferrari              | 57     | +3.380              | 4    | 18     |
| 3   | 6  | Nico Rosberg     | Mercedes             | 57     | +6.033              | 3    | 15     |
| 4   | 77 | Valtteri Bottas  | Williams-Mercedes    | 57     | +42.957             | 5    | 12     |
| 5   | 5  | Sebastian Vettel | Ferrari              | 57     | +43.989             | 2    | 10     |
| 6   | 3  | Daniel Ricciardo | Red Bull-Renault     | 57     | +1:01.751           | 7    | 8      |
| 7   | 8  | Romain Grosjean  | Lotus-Mercedes       | 57     | +1:24.763           | 10   | 6      |
| 8   | 11 | Sergio Pérez     | Force India-Mercedes | 56     | +1 ronde            | 11   | 4      |
| 9   | 26 | Daniil Kvjat     | Red Bull-Renault     | 56     | +1 ronde            | 17   | 2      |
| 10  | 19 | Felipe Massa     | Williams-Mercedes    | 56     | +1 ronde            | 6    | 1      |
| 11  | 14 | Fernando Alonso  | McLaren-Honda        | 56     | +1 ronde            | 14   |        |
| 12  | 12 | Felipe Nasr      | Sauber-Ferrari       | 56     | +1 ronde            | 12   |        |
| 13  | 27 | Nico Hülkenberg  | Force India-Mercedes | 56     | +1 ronde            | 8    |        |
| 14  | 9  | Marcus Ericsson  | Sauber-Ferrari       | 56     | +1 ronde            | 13   |        |
| 15  | 13 | Pastor Maldonado | Lotus-Mercedes       | 56     | +1 ronde            | 16   |        |
| 16  | 28 | Will Stevens     | Marussia-Ferrari     | 55     | +2 ronden           | 18   |        |
| 17  | 98 | Roberto Merhi    | Marussia-Ferrari     | 54     | +3 ronden           | 19   |        |
| DNF | 33 | Max Verstappen   | Toro Rosso-Renault   | 34     | Elektrisch          | 15   |        |
| DNF | 55 | Carlos Sainz jr. | Toro Rosso-Renault   | 29     | Wiel                | 9    |        |
| DNS | 22 | Jenson Button    | McLaren-Honda        | 0      | Motor               | 20   |        |

## Tussenstanden na de Grand Prix

### Coureurs
| Positie | Nummer | Rijder           | Team              | Punten |
| ------- | ------ | ---------------- | ----------------- | ------ |
| 1       | 44     | Lewis Hamilton   | Mercedes          | 93     |
| 2       | 6      | Nico Rosberg     | Mercedes          | 66     |
| 3       | 5      | Sebastian Vettel | Ferrari           | 65     |
| 4       | 7      | Kimi Räikkönen   | Ferrari           | 42     |
| 5       | 19     | Felipe Massa     | Williams-Mercedes | 31     |

### Constructeurs
| Positie | Team              | Punten |
| ------- | ----------------- | ------ |
| 1       | Mercedes          | 159    |
| 2       | Ferrari           | 107    |
| 3       | Williams-Mercedes | 61     |
| 4       | Red Bull-Renault  | 23     |
| 5       | Sauber-Ferrari    | 19     |